# Aginer Dazan

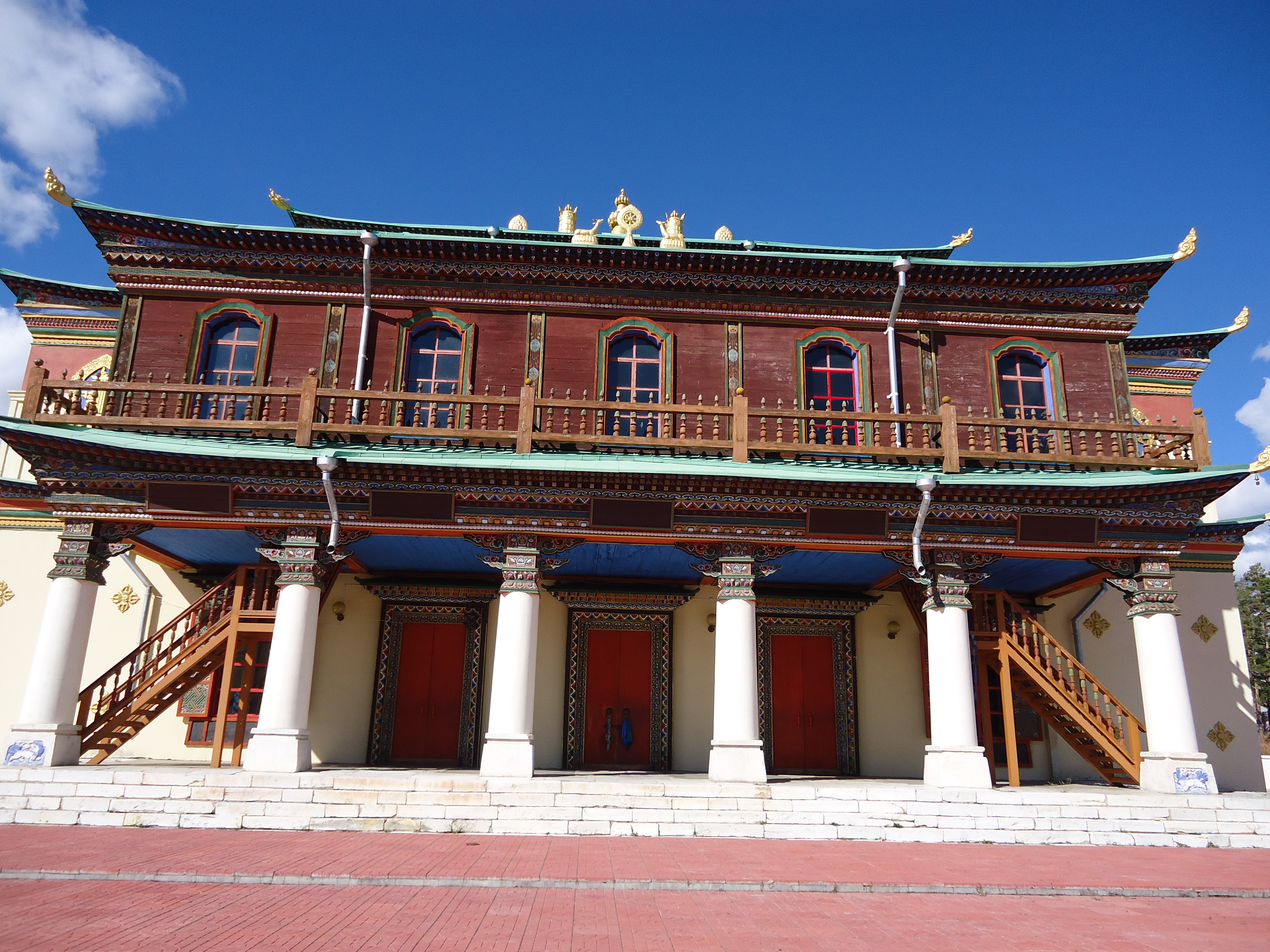
Aginer Dazan

Der Aginer Dazan (russisch Агинский дацан) ist das größte buddhistische Heiligtum der Region Transbaikalien in Russland. Er wurde 1811 gegründet und liegt im Dorf Amitchascha sieben Kilometer südwestlich der burjatischen Ortschaft Aginskoje. Als Dazan ist er gleichzeitig Kloster und Universität. 1938 wurde er geschlossen, seit 1993 ist er wieder Lehrstätte für buddhistische Philosophie und andere Wissenschaften.